# Klubowe Mistrzostwa Świata w piłce siatkowej mężczyzn 1989
Klubowe Mistrzostwa Świata w piłce siatkowej mężczyzn 1989 odbyły się w Parmie (Włochy) w dniach 9–10 grudnia 1989.

## Klasyfikacja końcowa
| Miejsce | Drużyna              |
| ------- | -------------------- |
| złoto   | Maxicono Parma       |
| srebro  | CSKA Moskwa          |
| brąz    | CA Pirelli São Paulo |
| 4.      | Banespa São Paulo    |
| 5.      | Nippon Steel         |
| 6.      | CS Sfaxien           |